# Sulphur Mountain

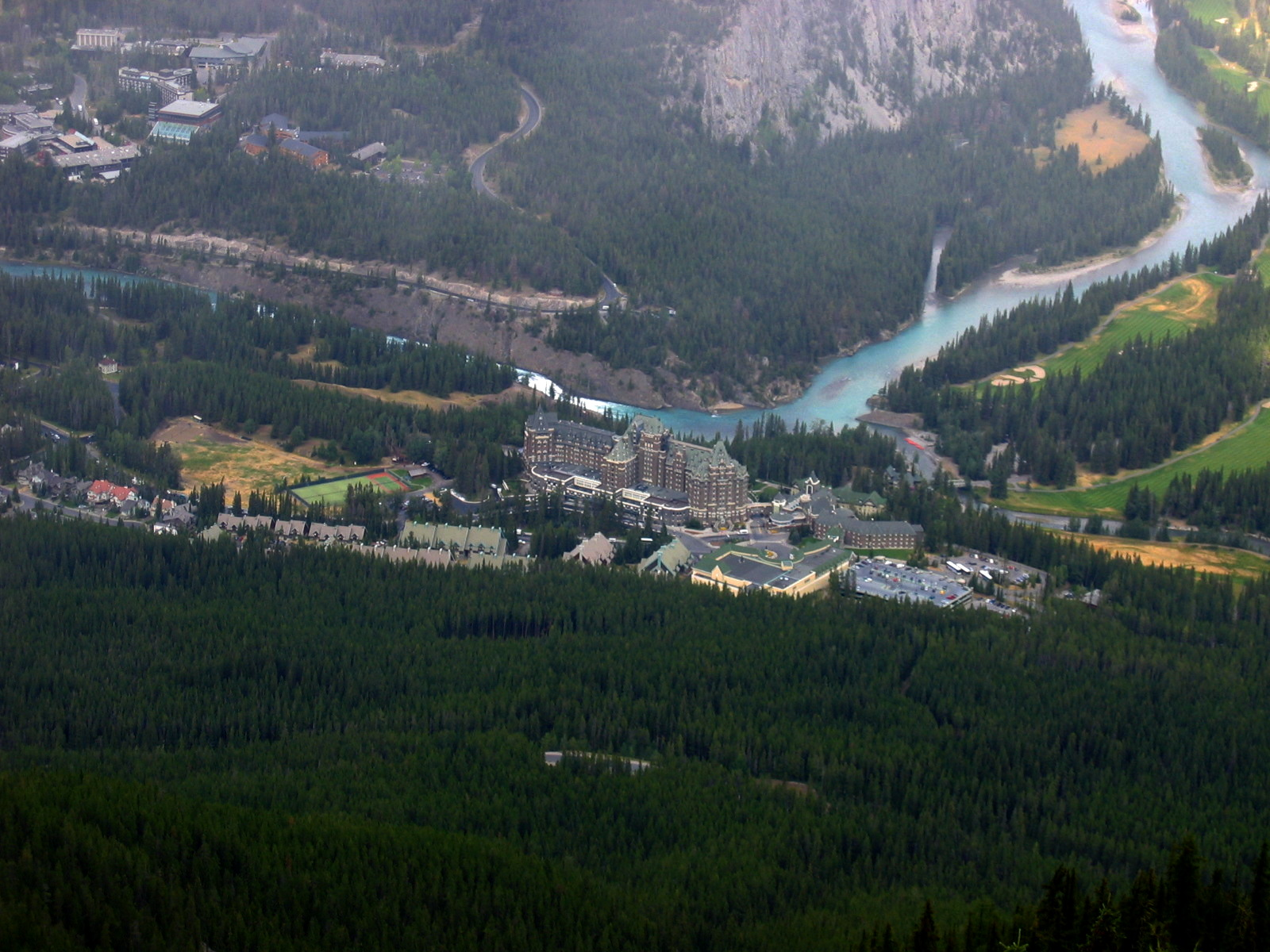
Panorama localității Banff de pe munte

Sulphur Mountain  este un munte situat în  Parcul Național Banff, provicia  Alberta din Canada. 
De pe piscul muntelui se poate vedea panorama  localității Banff. Muntele are altitudinea de 2.451 m deasupra n.m. pe el se poate ajunge cu un teleferic. Cei obișnuiți cu drumeția, pot ajunge pe o cărare de pe vale, care pornește de la un loc de parcare al orașului. 
Pe vârf se află o colibă și o stațiune metereologică, drumul nu prezintă pericole, fiind amenajat cu balustrade.